# Suregada lithoxyla
Suregada lithoxyla är en törelväxtart som först beskrevs av Ferdinand Albin Pax och Käthe Hoffmann, och fick sitt nu gällande namn av Léon Camille Marius Croizat. Suregada lithoxyla ingår i släktet Suregada och familjen törelväxter. IUCN kategoriserar arten globalt som sårbar.
Artens utbredningsområde är Tanzania. Inga underarter finns listade i Catalogue of Life.